# Davide Rebellin
Davide Rebellin (* 9. August 1971 in San Bonifacio; † 30. November 2022 in Montebello Vicentino) war ein italienischer Radrennfahrer.

## Karriere
Als Amateur gewann Rebellin das Straßenrennen bei den Mittelmeerspielen 1991 in Athen. Rebellin begann seine Profikarriere 1995 bei dem Radsportteam MG-Technogym. Sein Durchbruch gelang ihm beim Giro d’Italia 1996, den er auf Platz sechs der Gesamtwertung abschloss, nachdem er die siebte Etappe gewonnen und dadurch das Maglia Rosa des Gesamtführenden erobert hatte, welches er bis zur zwölften Etappe verteidigte.
Er entwickelte sich in den folgenden Jahren zu einem Spezialisten für kürzere Etappenrennen und Eintagesrennen. So gewann er 1997 mit der Meisterschaft von Zürich und der Clásica San Sebastián seine ersten Weltcup-Rennen. 2001 gewann er das Etappenrennen Tirreno–Adriatico und 2004 als erster Fahrer überhaupt nacheinander die drei Frühjahrsklassiker Amstel Gold Race, La Flèche Wallonne sowie Lüttich–Bastogne–Lüttich. Den Sieg beim Wallonischen Pfeil konnte er 2007 und 2009 wiederholen. 2008 gewann er die Gesamtwertung von Paris–Nizza.
Nachdem Rebellin über mehrere Jahre nicht in die italienische Nationalmannschaft berufen worden war, nahm Rebellin im September 2004 die argentinische Staatsbürgerschaft an, um im Trikot Argentiniens bei den UCI-Straßen-Weltmeisterschaften 2004 anzutreten. Seine Teilnahme für Argentinien wurde jedoch wenige Tage vor dem Rennen durch die UCI auf Grund eines Formfehlers abgelehnt.
Später fuhr er wieder für den italienischen Verband und schloss das Straßenrennen bei den Olympischen Sommerspielen 2008 auf dem zweiten Platz ab. Allerdings ergaben Nachkontrollen Ende April 2009 die Einnahme von CERA im Vorfeld des Rennens. Im November 2009 wurde ihm daraufhin die gewonnene Silbermedaille aberkannt. Die Entscheidung des Internationalen Olympischen Komitees wurde vom Internationalen Sportgerichtshof im Jahr 2010 bestätigt und Rebellin hierauf vom für ihn zuständigen monegassischen Verband für zwei Jahre gesperrt.
Nach Ablauf seiner Sperre fuhr Rebellin nur noch für kleinere Teams, konnte aber auch im fortgeschrittenen Alter mehrere internationale Wettbewerbe gewinnen, so z. B. 2011 die Tre Valli Varesine, 2014 den Giro dell’Emilia und 2015 die Coppa Agostoni. Mit dem Veneto Classic, den er auf Platz 30 beendete, bestritt er im Oktober 2022 im Alter von 51 Jahren sein letztes internationales Straßenradrennen und beendete damit seine Laufbahn als Straßenfahrer. Rebellin, der an der ersten Gravel-Weltmeisterschaften 2022 teilnahm, plante weiterhin Gravelrennen zu bestreiten.

## Tod
Am Morgen des 30. November 2022 kam Rebellin bei einer Trainingsfahrt auf der Regionalstraße 11 in der kleinen Gemeinde Montebello Vicentino ums Leben, als er mit einem Lastkraftwagen kollidierte. Der deutsche Fahrer des Lkw einer Spedition aus Recke beging Unfallflucht, konnte aber aufgrund von Zeugenaussagen und Kamerabildern identifiziert werden. Er war in Italien bereits in der Vergangenheit wegen Unfallflucht verurteilt worden, ebenso war ihm zeitweise aufgrund von Trunkenheit am Steuer der Führerschein entzogen worden. Er wurde am 15. Juni 2023 in Nordrhein-Westfalen verhaftet, an Italien überstellt und im Oktober 2024 zu vier Jahren Haft verurteilt.

## Erfolge
1996
- eine Etappe Giro d’Italia

1997
- Clásica San Sebastián
- Meisterschaft von Zürich
- Trophée des Grimpeurs

1998
- Tre Valli Varesine
- Giro del Veneto

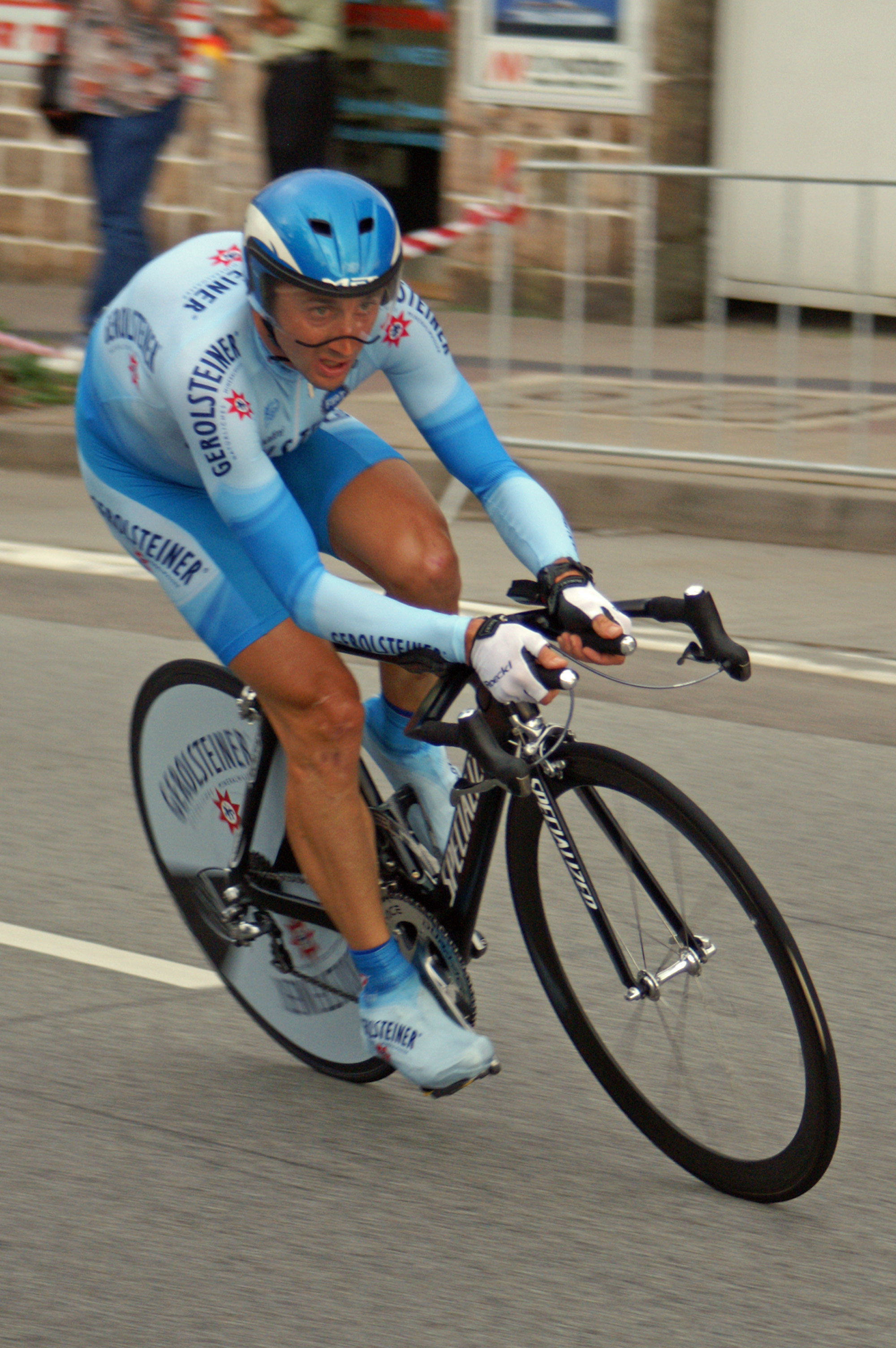
Deutschlandtour 2005

- eine Etappe Tour de la Région Wallonne
- eine Etappe Tour de Suisse

1999
- Gesamtwertung Mittelmeer-Rundfahrt
- eine Etappe Mittelmeer-Rundfahrt
- eine Etappe Critérium International
- Tour du Haut-Var
- Giro del Veneto
- Giro del Friuli

2000
- Giro del Veneto

2001
- Gesamtwertung Mittelmeer-Rundfahrt
- Gesamtwertung und eine Etappe Tirreno–Adriatico
- Giro di Romagna
- zwei Etappen Baskenland-Rundfahrt
- eine Etappe Brixia Tour
- Grand Prix Chiasso
- GP Industria e Commercio Artigianato
- Coppa delle Nazioni - Memorial Fausto Coppi
- GP Industria & Commercio di Prato

2002
- GP Citta di Camaiore
- LuK-Cup Bühl

2003
- Rund um den Henninger-Turm
- eine Etappe Paris–Nizza
- GP Industria & Commercio di Prato

2004
- Lüttich–Bastogne–Lüttich
- Amstel Gold Race
- La Flèche Wallonne
- zwei Etappen Sachsen-Tour

2005
- eine Etappe Brixia Tour

2006
- Giro dell’Emilia
- Gesamtwertung und eine Etappe Brixia Tour

2007
- Flèche Wallonne
- Gesamtwertung und eine Etappe Brixia Tour

2008
- Tour du Haut-Var
- Gesamtwertung Paris–Nizza

2009
- zwei Etappen Ruta del Sol
- La Flèche Wallonne

2011
- Tre Valli Varesine

2012
- eine Etappe Slowakei-Rundfahrt
- Gesamtwertung und eine Etappe Tour du Gévaudan Languedoc-Roussillon

2013
- zwei Etappen Szlakiem Grodów Piastowskich
- Gesamtwertung und eine Etappe Sibiu Cycling Tour

2014
- Mannschaftszeitfahren Sibiu Cycling Tour
- Giro dell’Emilia

2015
- Mannschaftszeitfahren Settimana Internazionale
- eine Etappe Türkei-Rundfahrt
- Coppa Agostoni

2017
- Gesamtwertung und eine Etappe Banyuwangi Tour de Ijen
- eine Etappe Tour of Iran

2018
- eine Etappe Tour International de la Wilaya d’Oran